# Blockkedjespel
Ett blockkedjespel är ett datorspel som bygger på blockkedjeteknik.
Världens första blockkedjespel, Huntercoin, släpptes i beta i september 2013, med full release i februari 2014. Den var fork från Namecoin och kör helt på sin blockkedja utan servrar. I spelet tjänar spelarna HUC genom att konkurrera mot varandra, vilket de kan handla för Bitcoin.

## Koncept
Blockchain-teknik, såsom kryptovalutor och NFT, ger i allmänhet potentiella intäktsvägar för videospel. Många live-service-spel erbjuder anpassningsmöjligheter i spelet, till exempel karaktärsskinn eller andra föremål i spelet som spelare kan tjäna och byta med andra spelare med hjälp av valuta i spelet. I vissa spel kan du också handla virtuella föremål med riktig valuta, men detta kan vara olagligt i vissa länder där videospel betraktas som spel. Detta har lett till grå marknadsproblem som skin gambling , och därför undviker utgivare i allmänhet att låta spelare tjäna riktiga pengar i spel. Blockkedjebaserade spel tillåter vanligtvis spelare att byta ut föremål i spelet mot kryptovaluta, som sedan kan bytas mot pengar, vilket kan kringgå några av de problem som är förknippade med grå marknader på grund av blockkedjans spårbarhet. Bland de mest uppmärksammade projekten kan nämnas Axie Infinity, Gods Unchained och The Sandbox.

## Acceptans och kritik
Xbox VD Phil Spencer sa angående blockchain-spel att "några av de kreativa jag ser idag verkar mer exploaterande än underhållande". När spelkommunikationsplattformen Discord föreslog en möjlig integration av Ethereum i sin klient i november 2021, kritiserade användarna kryptovalutans inkludering, och Discord backade och sa att de inte hade några tydliga planer på att inkludera den.
MMO-utvecklaren Damion Schubert hävdade att de flesta spelidéer för NFT-spel kan förverkligas utan att använda NFT, och icke-NFT-varianter skulle vara lättare att förverkliga.
I december 2021, under The Game Awards, sade Joseph Fares, chef för It Takes Two , att han hellre skulle "ta en kula i knäet" än att inkludera NFT i ett av sina spel.
Videospelsjournalisten Jason Schreier karakteriserade blockkedjans "spela och tjäna" -modell som ett pyramidspel.